# Amaloxenops vianai
Amaloxenops vianai là một loài nhện trong họ Hahniidae.
Loài này thuộc chi Amaloxenops. Amaloxenops vianai được miêu tả năm 1958 bởi Schiapelli & Gerschman.